# Jürgen B. Hausmann

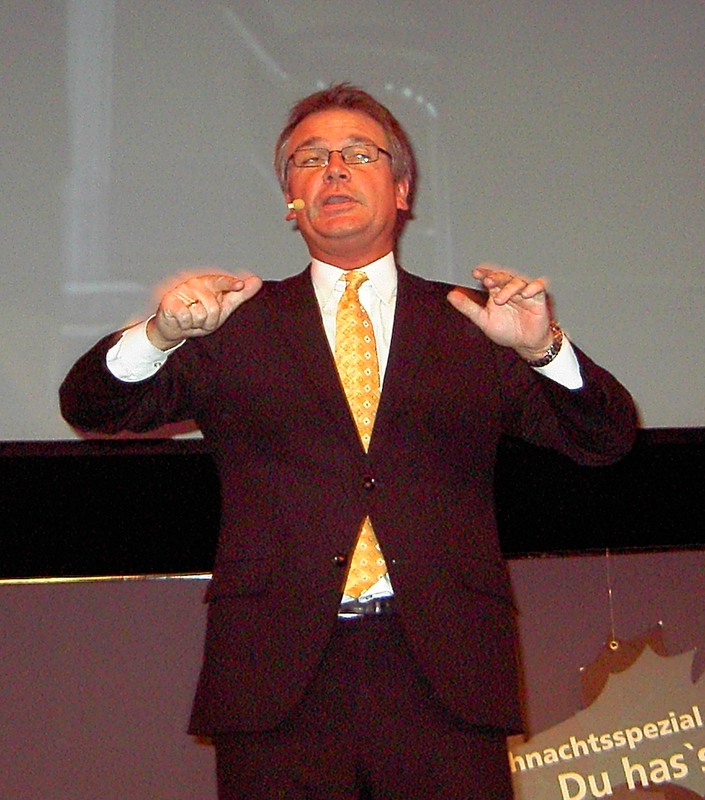
Jürgen B. Hausmann

Jürgen B. Hausmann, artiestennaam van Jürgen Beckers (Alsdorf, 29 oktober 1964) is een Duits cabaretier en komiek.
Jürgen B. Hausmann werd geboren in Alsdorf in de buurt van Aken. Hij is leraar aan een gymnasium in de vakken Latijn, Grieks en Geschiedenis. Al op jonge leeftijd was hij actief in de Aachener carnaval. Sinds 1999 treedt hij als cabaretier in een onemanshow op.